# 1259
1259 (MCCLIX) fue un año común comenzado en miércoles del calendario juliano.

## Acontecimientos
- Miguel VIII Paleólogo es nombrado regente de Juan IV Láscaris.
- Mengrai El Grande funda el reino de Lanna
- Kublai Khan asciende al poder en China.

## Fallecimientos
- Monke, cuarto Khaghan del Imperio mongol.